# Amrus
Amrus (arab. عمروس) – miejscowość w Egipcie, w muhafazie Al-Minufijja. W 2006 roku liczyła 7978 mieszkańców.